# 安兆庆
安兆庆（1957年5月—），锡伯族，黑龙江兰西人，中共第十九届中央委员，武警部队前政治委员，武警上将警衔。现任第十四届全国人民代表大会常务委员会委员，民族委员会副主任委员。

## 生平
曾任沈阳军区空军辖属空17师独立大队政委、空1师政委、空军第一飞行学院政委。2009年任沈阳军区空军政治部副主任，2013年任南京军区空军政治部主任，2014年12月任广州军区空军政委，2016年1月，任南部战区副政治委员兼南部战区空军政治委员。
2017年1月，任中央军事委员会装备发展部政治委员。2018年2月24日，当选为第十三届全国人大代表。2019年3月，任中国人民武装警察部队政治委员。
2009年，晋升空军少将军衔。2016年7月，晋升空军中将军衔。2019年3月，转为武警中将警衔。2019年7月，晋升武警上将警衔。
2022年1月，到龄退役。2023年3月，在第十四届全国人民代表大会上当选为全国人大常委会委员，民族委员会副主任委员。